# 鎌田さゆり
鎌田 さゆり（かまた さゆり、1965年〈昭和40年〉1月8日 ‐ ）は、日本の政治家。立憲民主党所属の衆議院議員（4期）、立憲民主党宮城県連代表代行。宮城県議会議員（1期）、仙台市議会議員（1期）を務めた。

## 来歴
仙台市生まれ。両親は自由民主党本部の職員。宮城学院高等学校を経て、東北学院大学経済学部卒業。1995年（平成7年）、仙台市議会議員選挙に当選し、1997年（平成9年）まで同市市議会議員（自由民主党会派所属）を務めた。
1998年（平成10年）、自民党仙台市連合会の推薦を受けて、第18回参議院議員通常選挙に宮城県選挙区（定数2名）から立候補、期限付き地域振興券の発行など、新党平和や公明党に近い政策を訴えたが、同選挙区で3人目の自民党系候補であったこともあり、落選した。
民主党に移籍し、2000年（平成12年）の総選挙で宮城2区から立候補し当選、衆議院議員に就任した。在任中には、静岡空港建設反対の国会議員署名活動で署名者に加わっている。2003年（平成15年）11月、第43回衆議院議員総選挙に宮城2区から立候補し、再選。
翌12月、鎌田や今野東（宮城1区）への投票を呼び掛ける電話作戦をマーケティング会社に業務委託したとして、全日本電機・電子・情報関連産業労働組合連合会（電機連合）宮城地方協議会議長ら9人が、公職選挙法違反容疑で逮捕・起訴された。最高裁まで争ったが2004年（平成16年）12月21日に上告が棄却され有罪判決が確定これを受け、12月24日に鎌田は議員辞職願を提出、自ら衆議院議員を辞職した。
2005年（平成17年）3月22日、鎌田は、宮城2区からの立候補を5年間禁止の判決を受けた。判決後、2005年（平成17年）7月の仙台市長選挙に民主党を離党し、無所属で立候補した。民主党宮城県連は自主投票を決めたが、民主党からは党代表（当時）の鳩山由紀夫や鎌田と同期の国会議員数名が応援に駆けつけた。同31日に行われた投票の結果、新人で元経済産業省職員の梅原克彦が当選し、鎌田は6万票近い差で落選。
2006年（平成18年）、「杜の都政治スクール」を設立、また、「仙台スピーチアカデミー」を設立した。2012年（平成24年）には民主党に復党。同年12月、第46回衆議院議員総選挙に民主党公認で宮城6区から立候補したが、小野寺五典に敗れ、比例復活もならず落選。2014年（平成26年）12月の第47回衆議院議員総選挙にも民主党公認で宮城6区から出馬するも、再び落選。
2015年（平成27年）10月の宮城県議会議員選挙に泉区選挙区より民主党推薦無所属で立候補し第1位で当選した。
2017年（平成29年）10月22日の第48回衆議院議員総選挙に無所属で宮城2区から出馬。公示日の10月10日に自動失職した。当初は希望の党に公認申請していたが、安全保障法制の廃止を求める考えを示し、無所属として立候補すると表明した。希望の党と立憲民主党のはざまに立った鎌田は、「リベラルの信念を持っている。タカ派とは違う」と述べつつ「勝てる選択をしたい」とも話した。共産党が候補を鎌田に一本化したこともあり、自民現職の秋葉賢也と接戦となったが、1,316票差で敗れた。11月24日、年内に民進党を離党したうえで立憲民主党に入党する意向を表明した。12月16日、仙台市で開かれた立憲民主党のタウンミーティングに出席して来年元日に入党する考えを示し、同日の民進党宮城県連大会後に民進党に離党届を提出した。12月28日、民進党宮城県連は離党届を受理した。
2018年（平成30日）1月1日付で旧立憲民主党に入党し、宮城県連の幹事長に就任。そして同月10日の党常任幹事会において宮城2区総支部長に選任された。
2020年（令和2年）9月29日、旧立憲民主党と旧国民民主党の合流新党である「立憲民主党」は常任幹事会を開き、鎌田を次期衆院選宮城2区公認候補に内定した。
2021年（令和3年）10月31日の第49回衆議院議員総選挙で再び秋葉と接戦となるも、571票差で辛勝し、16年10か月ぶりの国政復帰を果たした（秋葉は比例復活で当選）。枝野幸男代表の辞任に伴う立憲民主党代表選挙では小川淳也の推薦人に名を連ねた。11月30日、代表選が実施。鎌田は1回目の投票では小川に投じ、決選投票では泉健太に投じた。
2023年（令和5年）5月15日、立憲民主党代表の泉健太はBSフジの報道番組「プライムニュース」に出演した際、次期衆院選について、日本共産党と日本維新の会とは選挙協力を行わないと明言した。共産党は反発。5月22日、立憲民主党との競合を辞さずに小選挙区での擁立を積極的に進める方針を示した。6月16日、鎌田ら立憲民主党の有志は「野党候補の一本化で政権交代を実現する有志の会」を立ち上げ、記者会見し、泉代表に対し軌道修正を求めた。有志の会の発起人は鎌田、阿部知子、稲富修二、小川淳也、小沢一郎、菊田真紀子、手塚仁雄、原口一博、松木謙公、谷田川元、柚木道義、湯原俊二ら12人。党所属の衆院議員の半数を超える53人が賛同し、「非泉」の動きが表面化した。
2024年（令和6年）9月23日に実施された代表選挙では野田佳彦の推薦人に名を連ねた。
同年10月15日、第50回衆議院議員総選挙が公示され、鎌田、秋葉、日本維新の会現職の早坂敦の3人が立候補した。10月17日に日本経済新聞が序盤情勢を発表し、「鎌田が手堅い戦い。秋葉は自民支持層の6割を固めた」と報じた。自民党は裏金問題や統一教会問題、10月23日に発覚した非公認候補への2000万円支給問題などで逆風が吹き荒れた。10月27日、総選挙執行。投票締め切りの20時直後に宮城テレビ放送は鎌田の当選確実を報じ、鎌田は4期目の当選を果たした。惜敗率が低かった秋葉は比例復活もならず議席を失った。日本維新の会は比例東北ブロックで議席を獲得することができなかった。そのため早坂も議席を失った。

## 政策・主張
憲法
- 憲法改正について、2014年のアンケートでは「反対」[39]、2017年のアンケートでは「どちらかと言えば反対」[40]と回答。

外交・安全保障
- 集団的自衛権の行使を認める安倍内閣の閣議決定を評価しない[39]。集団的自衛権の行使を認める安保法制に反対[40]。
- 非核三原則を堅持すべき[40]。
- 日本の防衛力はもっと強化すべき、という考えに、どちらかと言えば反対[39][40]。
- 他国への先制攻撃には否定的[39][40]。
- 安倍内閣の北朝鮮問題への取り組みを評価しない[40]。北朝鮮に対しては対話よりも圧力を優先すべきという考えについて、2014年のアンケートでは「どちらとも言えない」[39]、2017年のアンケートでは「反対」[40]と回答。

政治制度
- 被選挙権を得られる年齢の引き下げに賛成[40]。

歴史認識
- 首相の靖国神社への参拝に反対[39][40]。

税制
- 長期的に消費税率を10%よりも高くすることに、どちらかと言えば反対[39][40]。
- 法人税率の引き下げに、どちらかと言えば反対[39]。
- 所得や資産の多い富裕層に対する課税の強化に、どちらかと言えば賛成[40]。

経済
- 安倍内閣の経済政策（アベノミクス）を、どちらかと言えば評価しない[40]。
- 格差の是正を、どちらかと言えば優先する[40]。

エネルギー政策
- 原子力規制委員会の審査に合格した原発の再稼働に反対[39][40]。
- 原発の廃止（原発ゼロ）について、2014年のアンケートでは「どちらかと言えば賛成」[39]、2017年のアンケートでは「賛成」[40]と回答。

社会
- 治安を守ることを理由にプライバシーや個人の権利を制約することには反対[39][40]。
- 特定秘密保護法の成立を評価しない[39]。
- 共謀罪の成立を評価しない[40]。
- 選択的夫婦別姓制度について、2000年には、鎌田ら超党派女性国会議員50名が、夫婦別姓選択制を求めて内閣総理大臣（当時）の森喜朗に申し入れを行った。申し入れでは、「とくに若い世代では、夫婦別姓選択制を望む声が高まっています。政府には、世論を喚起するなど、夫婦別姓選択制を導入するための努力を望む」としている[PR 2]。2014年のアンケートでは、「どちらとも言えない」[39]、2017年のアンケートでは「賛成」と回答した[40]。
- ひとり親家庭やDINKsなど家族の形は多様でよい[39][40]。
- 同性婚を法律で認めることに賛成[40]。
- 幼稚園・保育所から大学までの教育の無償化に賛成[40]。
- ヘイトスピーチを法律で規制することに、どちらかと言えば賛成[39]。
- 外国人労働者の受け入れについて、2014年のアンケートでは「どちらとも言えない」[39]、2017年のアンケートでは「賛成」[40]と回答。
- カジノの解禁に反対[39]。
- twitterにて、「不法滞在=犯罪と認識されている方が、まだまだ多いようですが、それは誤りです。そもそも、現代において『不法滞在』というワードは使われません。」等と発信[41][42]。

## 批判
- 第49回衆議院議員総選挙の選挙期間中、鎌田は、「仙台メリー」と名付けたヤギを連れて選挙活動を行っていたが、当選が確定した後の11月3日夜、「最後まで責任を持って寄り添い育てることは困難で栗駒の里親さんに育てて頂くことに」とツイッターに投稿し[43]、ヤギを里親に預ける方針を示した。この方針に、一部のツイッターユーザーから「ヤギの選挙利用」「動物にも命がある」などといった批判のコメントが相次ぎ、これを受け、鎌田は「皆さまからのご意見ご助言に感謝を申し上げます。ご指摘の通り、見通しが甘かった点否めず反省をし、彼女とはこれからも一緒に暮らして参ります。」などと返答して仙台市の自宅で飼う方針へ変えた[44]。一方、鎌田は当初から当選した場合は里親に預ける方針だったとし、「選挙利用」との批判に対し、「『処分する』『選挙で利用してポイ捨て』との書き込みもあった。誤解されて悲しい」と語った[45]。

## 選挙
| 当落 | 選挙                     | 執行日         | 年齢 | 選挙区           | 政党       | 得票数     | 得票率 | 定数 | 得票順位 /候補者数 | 政党内比例順位 /政党当選者数 |
| ---- | ------------------------ | -------------- | ---- | ---------------- | ---------- | ---------- | ------ | ---- | ------------------ | ---------------------------- |
| 当   | 1995年仙台市議会議員選挙 | 1995年4月9日   | 30   | 泉区選挙区       | 無所属     | ーー票     | ーー   |      | /                  | /                            |
| 落   | 第18回参議院議員通常選挙 | 1998年07月12日 | 33   | 宮城県選挙区     | 無所属     | 10万6070票 | 11.25% | 2    | 4/9                | /                            |
| 当   | 第42回衆議院議員総選挙   | 2000年06月25日 | 35   | 宮城県第2区      | 民主党     | 9万9498票  | 47.75% | 1    | 1/3                | /                            |
| 当   | 第43回衆議院議員総選挙   | 2003年11月09日 | 38   | 宮城県第2区      | 民主党     | 9万8028票  | 45.37% | 1    | 1/5                | /                            |
| 落   | 2005年仙台市長選挙       | 2005年7月31日  | 40   | ーー             | 無所属     | 8万1889票  | 23.88% | 1    | 2/6                | /                            |
| 落   | 第46回衆議院議員総選挙   | 2012年12月16日 | 47   | 宮城県第6区      | 民主党     | 2万961票   | 16.81% | 1    | 2/3                | 1/3                          |
| 落   | 第47回衆議院議員総選挙   | 2014年12月14日 | 49   | 宮城県第6区      | 民主党     | 3万2797票  | 22.88% | 1    | 2/3                | 13/4                         |
| 当   | 2015年宮城県議会議員選挙 | 2015年10月25日 | 50   | 仙台市泉区選挙区 | 無所属     | 1万1994票  | 19.27% | 5    | 1/10               | /                            |
| 落   | 第48回衆議院議員総選挙   | 2017年10月22日 | 52   | 宮城県第2区      | 無所属     | 11万243票  | 49.70% | 1    | 2/2                | /                            |
| 当   | 第49回衆議院議員総選挙   | 2021年10月31日 | 56   | 宮城県第2区      | 立憲民主党 | 11万6320票 | 48.96% | 1    | 1/3                | /                            |
| 当   | 第50回衆議院議員総選挙   | 2024年10月27日 | 59   | 宮城県第2区      | 立憲民主党 | 11万6390票 | 53.15% | 1    | 1/3                | /                            |

#### 自主公表された情報源・公式サイト・プレスリリース
1. ↑  国会議員署名これまでと今後の展望 - 空港はいらない静岡県民の会（2009年3月7日時点のアーカイブ）
2. ↑  夫婦別姓選択性導入などを盛りこんだ民法改正案推進を求める申し入れ 2000年9月29日